# Sybil Newall

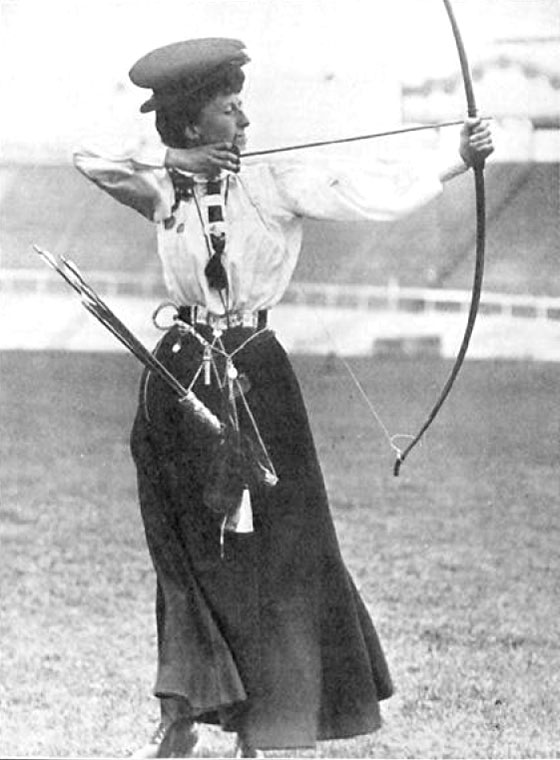
Queenie Newall

Sybil Fenton Newall, genannt Queenie (* 17. Oktober 1854 in Calderbrook, Lancashire; † 24. Juni 1929 in Cheltenham, Gloucestershire), war eine englische Bogenschützin.
Queenie Newall trat 1905 den Cheltenham Archers bei. In nur zwei Jahren schloss sie zur britischen Spitze im Bogenschießen auf. Sie verlor 1907 nur einen einzigen Wettkampf. Bei den Olympischen Spielen 1908 in London gewann sie die Goldmedaille im einzigen Bogenschützen-Wettbewerb der Frauen, der Double National Round. Auf die Zweitplatzierte Charlotte Dod hatte sie einen Vorsprung von 46 Punkten. Zum Zeitpunkt ihres Sieges war sie 53 Jahre und 9 Monate alt. Damit ist sie bis heute die älteste Olympiasiegerin der Neuzeit.
Nach den Spielen verlor sie einen Wettkampf gegen Alice Legh, die zwischen 1881 und 1922 23 britische Meistertitel gewann, aber nicht an den Olympischen Spielen 1908 teilgenommen hatte. Queenie Newall blieb dem Bogenschießen verbunden. Ihr letzter Wettkampf für die Cheltenham Archers fand im September 1928 statt.